# Xiongguanlong baimoensis
Xiongguanlong baimoensis és una espècie de dinosaure tiranosauroïdeu que va viure al Cretaci inferior en el que actualment és la Xina. Va ser descrita l'any 2009 per un grup d'investigadors xinesos i estatunidencs. El nom del gènere fa referència a la ciutat de Jiayuguan, una ciutat al nord-oest de la Xina. El nom específic deriva de bai mo, "fantasma blanc", pel "castell del fantasma blanc", una formació rocosa propera al lloc de la troballa. Es creu que els fòssils són dels estatges de l'Aptià a l'Albià (entre fa 100 i fa 125 milions d'anys).
Xiongguanlong es va separar de la branca principal dels tiranosauroïdeus just abans que l'apalatxosaure, essent un tàxon germà d'un clade consistent en l'apalatxosaure i els tiranosàurids. Era d'una mida intermèdia entre els tiranosauroïdeus més primitius del Barremià i els tiranosàurids més tardans del Cretaci superior, com el tiranosaure, i tenia un llarg musell similar al de l'Alioramus.